# Parancistrocerus siccus
Parancistrocerus siccus är en stekelart som först beskrevs av Richard Mitchell Bohart 1952.  Parancistrocerus siccus ingår i släktet Parancistrocerus och familjen Eumenidae. Inga underarter finns listade i Catalogue of Life.